# Trung đoàn Không quân Công an nhân dân
Trung đoàn Không quân Công an nhân dân trực thuộc Bộ Tư lệnh Cảnh sát cơ động (K02) là đơn vị không quân đầu tiên của Công an nhân dân, nằm trong đề án hiện đại hóa lực lượng Cảnh sát cơ động của Chính phủ và Bộ Công an.

## Quá trình hình thành
Ngày 1 tháng 3 năm 2021, Bộ trưởng Bộ Công an ban hành Quyết định số 1255/QĐ-BCA quy định chức năng, nhiệm vụ, quyền hạn, tổ chức bộ máy Trung đoàn Không quân Công an nhân dân thuộc Bộ Tư lệnh Cảnh sát cơ động.
Ngày 31 tháng 3 năm 2021, Thủ tướng Chính phủ kí ban hành Quyết định số 31/QĐ-TTg phê duyệt Đề án hiện đại hóa lực lượng Cảnh sát cơ động.
Ngày 11 tháng 10 năm 2021, Bộ Công an tổ chức Lễ công bố các quyết định về chức năng, nhiệm vụ, quyền hạn, tổ chức bộ máy và công tác cán bộ của Trung đoàn Không quân CAND. Theo đó, Trung đoàn Không quân CAND trực thuộc Bộ Tư lệnh Cảnh sát cơ động.

## Chức năng, nhiệm vụ
Trung đoàn Không quân Công an nhân dân có trách nhiệm tham mưu thực hiện các nhiệm vụ quản lý, điều hành hoạt động bay theo quy định phục vụ công tác huấn luyện và đấu tranh phòng, chống tội phạm, bảo vệ an ninh quốc gia, bảo đảm trật tự, an toàn xã hội, tham gia tìm kiếm cứu hộ cứu nạn, phòng chống, khắc phục thảm họa, thiên tai và thực hiện các hoạt động bay khác theo chương trình, kế hoạch đã được lãnh đạo Bộ Công an phê duyệt.

## Tổ chức biên chế
Cán bộ, chiến sĩ thuộc Trung đoàn Không quân Công an nhân dân được điều chuyển công tác từ Quân chủng Phòng không - không quân, Bộ Quốc phòng nhằm đảm bảo trình độ, kĩ thuật khi bắt đầu hoạt động và tiết kiệm thời gian đào tạo mới. 
Trong tương lai, Bộ Công an sẽ có phương án đào tạo phi công và sĩ quan chuyên môn kĩ thuật riêng cho Trung đoàn.

## Sân bay
Ngày 10 tháng 12 năm 2024, Bộ Công an tổ chức Lễ khởi công Sân bay Gia Bình tại huyện Gia Bình, tỉnh Bắc Ninh. Đây sẽ là sân bay phục vụ chính cho các hoạt động huấn luyện bay và các thực hiện nhiệm vụ bay của Trung đoàn Không quân CAND. 

## Ban Chỉ huy
Trung đoàn trưởng: Đại tá Nguyễn Ngọc Trung.
Phó Trung đoàn trưởng kiêm Trưởng ban Tham mưu: Thượng tá Nguyễn Văn Hưng.
Trưởng Ban An toàn bay: Đại tá Trần Minh Đức.
Trưởng Ban Huấn luyện bay: Thượng tá Phạm Hồng Kiên.